# Campodorus perspicuus
Campodorus perspicuus är en stekelart som först beskrevs av Holmgren 1857.  Campodorus perspicuus ingår i släktet Campodorus och familjen brokparasitsteklar. Arten är reproducerande i Sverige. Utöver nominatformen finns också underarten C. p. jugicola.